# Ойрат-Калмицький Народний Конгрес
Ойрат-калмицький народний конгрес (рос. Конгресс ойрат-калмыцкого народа), також відомий як Чуулһн калмицькою мовою, є організацією, яка заявила, що представляє калмицький народ або в цілому народ Калмикії.

## Історія
Організація сягає корінням у калмицькі націоналістичні організації радянської епохи. Перший з'їзд Ойрат-Калмицького народу відбувся 12 грудня 2015 в Елісті, столиці Калмикії, у якому взяли участь близько 200 делегатів. Загалом з 2015 року було скликано 3 конгреси, останній — у травні 2021 року.

### Російсько-українська війна
Під час російсько-української війни 2022 року організація публічно виступила проти війни. Голова з'їзду А. Б. Санджієв заявив, що за останні 400 років калмики брали участь у всіх військових конфліктах на боці Росії, але вони заперечують проти війни з Україною . Далі Конгрес заявив, що війна шкодить генофонду калмиків через «божевільної бійні в Україні», закликавши усіх калмиків не брати участі в конфлікті.
27 жовтня 2022 року з'їзд опублікував декларацію про незалежність Калмикії та проголосив створення незалежної Калмицької держави.

## Ідеологія та діяльність
Основною заявленою причиною скликання з'їзду було питання державності, якої Калмикія, на відміну від усіх інших республік Росії, юридично не має. Інші питання, які з'їзд прагнув розглянути, це право на самовизначення, обов'язковість використання калмицько-ойратської мови в областях, визначених місцевими та федеральними законами, встановлення нової конституції республіки, а також інші економічні, демографічні, і політичні питання, що стоять перед калмицьким народом.
Організація проводила політичну кампанію проти правління Бату Хасікова Калмикією та посади Дмитра Трапезнікова як мера Елісти через некомпетентність і корупцію. Після масштабних протестів Кремль спростував свою причетність до призначення Трапезнікова мером.
Ще одна зміна, яку просував з'їзд, — це вирішення територіальних суперечок між Калмикією та Астраханською областю шляхом повернення історично калмицьких Приморського улусу і Приволзького улусу (районів), які були передані Астрахані у часи Сталіна після депортації калмиків у 1943 році.
Після початку російсько-української війни у 2022 році Ойратсько-калмицький народний конгрес об'єднався з іншими групами активістів поневолених націй з руху «Вільний Ідель-Урал» і бурят-монголів, щоб сформувати «Лігу Вільних Націй». Проголошена мета Ліги — захист прав народів, які перебувають у полоні Росії. Калмицький представник у лізі Володимир Довданов заявив, що найголовніше, щоб калмиків сприймали як представників окремої держави, а не як одноразовий об'єкт.

### Державне переслідування
Активісти заявили про численні випадки переслідування членів Ойрат-Калмицького народного конгресу. Організатори конгресу були затримані після скликання у 2021 році Тоді суд Елісти призначив їм 50 годин примусових робіт за проведення несанкціонованого публічного заходу. Члени організації також були затавровані російським урядом як іноземні агенти, арештовані за звинуваченнями у шпигунстві.